# نادي نافتان نوفوبولوتسك
نادي نافتان نوفوبولوتسك (بالبيلاروسية: ФК Нафтан Наваполацк) هو نادي كرة قدم بيلاروسي مقره في مدينة نوفوبولوتسك. يخوض الفريق مبارياته البيتية على ملعب أتلانت. يلعب النادي في الدوري البيلاروسي الممتاز.

## انجازات
كأس بيلاروسيا:
- الفائز (2): 2009، 2012